# Austrelatus bewaniensis
Austrelatus bewaniensis (лат.) — вид жуков-плавунцов рода Austrelatus из подсемейства Copelatinae (Dytiscidae). Новая Гвинея. Вид назван в честь гор Бевани (Bewani Mountains), где обнаружена типовая серия.

## Распространение
Встречается на острове Новая Гвинея: в Индонезии (провинция Папуа: Biak Numfor, Sarmi, Jayapura) и Папуа (провинция Сандаун).

## Описание
Мелкие жуки-плавунцы, длина около 7 мм. Представителей можно отличить от близких видов по следующей комбинации признаков: надкрылья с 11+1 бороздками; левая часть дорсального склерита срединной доли эдеагуса широкая и плоская, с более широкими и округлыми чешуевидными структурами и маленькой, короткой вершиной. Надкрылья с 11+1 бороздками: бороздка 1 коротко редуцирована базально. Надкрылья с желтовато-красной базальной полосой или без нее. Жуки с желтовато-красной или красноватой головой.